# Badrumskranen
Badrumskranen är en roman av den svenska författaren Jan Myrdal utgiven av Tidens förlag 1957.